# Liste von Persönlichkeiten der Stadt Lund
Dies ist eine Liste von Persönlichkeiten der Stadt Lund. Die Liste erhebt keinen Anspruch auf Vollständigkeit.

## Söhne und Töchter der Stadt
Folgende Persönlichkeiten sind in der Stadt Lund geboren. Die Auflistung erfolgt chronologisch nach Geburtsjahr. Ob sie ihren späteren Wirkungskreis in Lund hatten oder nicht, ist dabei unerheblich.

### 17. Jahrhundert
- Michael Vibe (1627–1690), Staatsbeamter

### 18. Jahrhundert
- Johan Ihre (1707–1780), Sprachforscher
- Mattias Benzelstierna (1713–1791), Beamter
- Johann Christoph Muhrbeck (1733–1805), schwedisch-pommerscher Philosoph
- Gustaf von Engeström (1738–1813), Bergbauingenieur, Mineraloge und Chemiker
- Anders Adolf Retzius (1796–1860), Anatom und Anthropologe

### 19. Jahrhundert
- Carl August Hagberg (1810–1864), Sprachforscher
- Jacob Georg Agardh (1813–1901), Botaniker und Politiker
- Hans Daniel Johan Wallengren (1823–1894), Pastor, Entomologe und Lepidopterologe
- Otto Andreas Lowson Mørch (1828–1878), dänischer Malakologe
- Arvid Ahnfelt (1845–1890), Literaturhistoriker
- Axel Kulle (1846–1908), Maler
- Carl Fredrik Hill (1849–1911), Landschaftsmaler
- Wilhelm Dahlbom (1855–1928), Maler
- Einar Billing (1871–1939),  Theologe, Universitätsprofessor und lutherischer Bischof
- Ivar Wickman (1872–1914), Mediziner
- Emanuel Walberg (1873–1951), Romanist
- Hedvig Lidforss Strömgren (1877–1967), schwedisch-dänische Zahnärztin, Zahnmedizinhistorikerin, Redakteurin, Friedensaktivistin und Frauenrechtlerin
- Mia Leche Löfgren (1878–1966), Schriftstellerin
- Edvard Magnus Rodhe (1878–1954), Bischof von Lund
- Carl Wilhelm Oseen (1879–1944), Physiker
- Viking Eggeling (1880–1925), Dadaist und Experimentalfilmer
- Elin Wägner (1882–1949), Autorin, Journalistin und Feministin
- Torsten Grönfors (1888–1968), Tennisspieler und Segler
- Albert Lindqvist (1888–1961), Tennisspieler
- Agne Holmström (1893–1949), Sprinter
- Gunnar Blix (1894–1981), Physiologe und Professor an der Universität Uppsala
- Axel Ljungdahl (1897–1995), Generalleutnant

### 20. Jahrhundert

#### 1901 bis 1950
- Leif Dahlgren (1906–1998), Zehnkämpfer
- Rune Elmqvist (1906–1996), Ingenieur und Erfinder
- Göran Axel-Nilsson (1907–1999), Kunsthistoriker
- Henry Palmé (1907–1987), Leichtathlet
- Ingrid Luterkort (1910–2011), Schauspielerin
- Ingrid Segerstedt-Wiberg (1911–2010), Journalistin, Politikerin, Menschenrechts‑ und Friedensaktivistin
- Kai Siegbahn (1918–2007), Physiker und Nobelpreisträger
- Tor Nilsson (1919–1989), Ringer
- Alf Kjellin (1920–1988), Filmregisseur
- Karl-Aage Schwartzkopf (1920–2009), Schriftsteller
- Stellan Nilsson (1922–2003), Fußballspieler
- Stig Ramel (1927–2006), Freiherr, Beamter, Geschäftsmann und Autor
- Nils-Åke Sandell (1927–1992), Fußballspieler
- Bertil Werkström (1928–2010), lutherischer Geistlicher und Erzbischof von Uppsala (1983–1993)
- Aina Wifalk (1928–1983), Sozialwissenschaftlerin und Erfinderin des modernen Rollators
- Max von Sydow (1929–2020), Schauspieler
- Rolf Billberg (1930–1966), Jazz-Saxophonist
- Sven Tägil (* 1930), Historiker und Hochschullehrer
- Bengt Löfstedt (1931–2004), mittellateinischer Philologe
- Cecilia Lindqvist (1932–2021), Sinologin, Schriftstellerin, Fotografin und Professorin an der Universität Sprache und Kultur Peking
- Hjördis Nordin (* 1932), Turnerin
- Jan Malmsjö (* 1932), Schauspieler
- Jöran Friberg (* 1934), Mathematikhistoriker und Altorientalist
- Erik Nilsson (1935–2021), Jazzmusiker
- Örjan Berner (* 1937), Schriftsteller und Diplomat
- Göran Sonnevi (* 1939), Schriftsteller
- Marianne Ahrne (* 1940), Regisseurin, Drehbuchautorin und Schriftstellerin
- Göran Berg (* 1940), Diplomat
- Karin Maria Bruzelius (* 1941), norwegische Juristin und Richterin
- Magnus Magnusson (* 1941), dänischer Filmarchitekt und Regisseur
- Mecka Lind (* 1942), Kinderbuchautorin
- Anna Wahlgren (1942–2022), Sachbuchautorin
- Lucas Lindholm (1943–2025), Jazzmusiker
- Marga Persson (* 1943), schwedisch-österreichische Künstlerin
- Johan Callmer (* 1945), Prähistoriker und Mittelalterarchäologe
- Tomas Bertelman (* 1945), Diplomat
- Erik Aurelius (* 1946), Bischof der Schwedischen Kirche
- Vladimir Oravsky, (* 1946), Autor
- Olle Olsson (1948–2024), Handballspieler und -trainer

#### 1951 bis 1975
- Maria Fahl Vikander (1951–2022), Schauspielerin
- Nils Dencker (* 1953), Mathematiker
- Sverker Göranson (* 1954), Generalmajor und Oberbefehlshaber der schwedischen Streitkräfte
- Sten Sjögren (* 1957), Handballspieler und -trainer
- Ninni Holmqvist (* 1958), Schriftstellerin und Übersetzerin
- Mikael Håfström (* 1960), Regisseur
- Sverker Johansson (* 1961), Physiker, Linguist, Fachbuchautor sowie Wikipedianer
- Rolf-Göran Bengtsson (* 1962), Springreiter
- Sigrid Rausing (* 1962), Anthropologin, Verlegerin, Philanthropin und Autorin
- Gunilla Carlsson (* 1963), Politikerin
- Ulf Kristersson (* 1963), Politiker
- Erik Uddenberg (* 1963), Dramatiker, Drehbuch-Autor sowie Hörspiel- und Theaterdramaturg
- Henrik Sundström (* 1964), Tennisspieler
- Åsa Elmgren (* 1966), Opernsängerin und Schauspielerin
- Petra Petersson (* 1966), Architektin, Professorin und Dekanin
- Lars-Anders Wahlgren (* 1966), Tennisspieler
- Magnus Gustafsson (* 1967), Tennisspieler
- Johan Wester (* 1967), Komiker
- Ulf Holm (* 1969), Politiker (Miljöpartiet de Gröna)
- Mathias Landæus (* 1969), Jazzmusiker
- Torkel Petersson (* 1969), Schauspieler
- David Batra (* 1972), Stand-up-Komiker und Fernsehschauspieler
- Andreas Jakobsson (* 1972), Fußballspieler
- Stina Persson (* 1972), Illustratorin und Modezeichnerin
- Jakob Cedergren (* 1973), dänischer Schauspieler
- David Wiberg (* 1973), Künstler, Illustrator und Schauspieler
- Robin Stegmar (* 1974), Schauspieler
- Timbuktu (* 1975), Musiker

#### 1976 bis 2000
- Axwell (* 1977), Musikproduzent und DJ
- Caroline Jönsson (* 1977), Fußballspielerin
- Peter Eggers (* 1980), Schauspieler
- Anna Laurell (* 1980), Boxerin
- Joachim Johansson (* 1982), Tennisspieler
- Hampus Mosesson (* 1982), Snowboarder
- Paulina Brandberg (* 1983), Politikerin
- Linus Thörnblad (* 1985), Hochspringer
- Labinot Harbuzi (1986–2018), Fußballspieler
- Ola (* 1986), Popsänger
- Andreas Palicka (* 1986), Handballspieler
- Oskar Rönningberg (* 1986), Fußballspieler
- Måns Zelmerlöw (* 1986), Sänger, Moderator
- Robin Asterhed (* 1987), Fußballtrainer
- Amanda Jenssen (* 1988), Sängerin
- Kim Ekdahl Du Rietz (* 1989), Handballer
- Joel Ekstrand (* 1989), Fußballspieler
- Sabina Jacobsen (* 1989), Handballspielerin
- Ivo Pękalski (* 1990), Fußballspieler
- Cornelia Nilsson (* 1992), Jazzmusikerin
- Max Nyberg (* 1992), Pianist und Komponist
- Elias Dolah (* 1993), Fußballspieler
- Nils Grandelius (* 1993), Schachspieler
- Anna Lagerquist (* 1993), Handballspielerin
- Melker Svärd Jacobsson (* 1994), Leichtathlet
- Carl Johansson (* 1994), Fußballspieler
- Simon Jeppsson (* 1995), Handballspieler
- Louise Cronstedt (* 1997), Handballspielerin
- Alfred Jönsson (* 1998), Handballspieler
- Karl Wallinius (* 1999), Handballspieler
- Isak Persson (* 2000), Handballspieler

### 21. Jahrhundert

#### Ab 2001
- Noah Eile (* 2002), Fußballspieler
- Armin Gigović (* 2002), Fußballspieler
- Thea Löfman (* 2003), Hammerwerferin

## Persönlichkeiten, die vor Ort gewirkt haben
- Christian Gleerup (1800–1871), Buchhändler und Verleger, gründete 1826 in Lund eine der bedeutendsten Buchhandlungen des Landes
- Helgo Zettervall (1831–1907), Architekt, leitete 20 Jahre lang die Renovierung und den Umbau des Domes zu Lund
- Nils Alwall (1904–1986), Lehrstuhl für Nephrologie an der Universität Lund, Erfinder einer Künstlichen Niere